# Diaporthe genistae
Diaporthe genistae är en svampart som beskrevs av Rehm 1913. Diaporthe genistae ingår i släktet Diaporthe och familjen Diaporthaceae.   Inga underarter finns listade i Catalogue of Life.